# Senecio iscoensis
Senecio iscoensis hay Aetheolaena senecioidesis là một loài Senecio ở Asteraceae tìm thấy ở khu vực nhiệt đới và cận nhiệt khô cằn cây bụi ở Ecuador. Loài này đang bị đe dọa mất môi trường sống.

## Phân bố

Range of collection material.

Neotropic:
Tây Nam châu Mỹ: Ecuador (Pichincha, Imbabura, Cotopaxi, Cañar)